# Rio Barreiro
O rio Barreiro é um curso de água que banha a cidade de Paranaíba no estado de Mato Grosso do Sul, desagua no rio Paranaíba, faz parte da bacia do rio da Prata.